# Fate: The Best of Death
Fate: The Best of Death è una raccolta della band death metal Death. Essa contiene tracce provenienti dagli album Scream Bloody Gore, Leprosy, Spiritual Healing e Human.

## Tracce
1. Zombie Ritual – 4:32
2. Together as One – 4:08
3. Open Casket – 4:56
4. Spiritual Healing – 7:45
5. Mutilation – 3:28
6. Suicide Machine – 4:22
7. Altering the Future – 5:36
8. Baptized in Blood – 4:30
9. Left to Die – 4:38
10. Pull the Plug – 4:27

## Formazione
- Chuck Schuldiner – voce, chitarra, basso (tracce 1, 3, 5, 8–10)
- Steve DiGiorgio – basso (tracce 2 e 6)
- Paul Masvidal – chitarra (tracce 2 e 6)
- James Murphy – chitarra (tracce 4 e 7)
- Terry Butler basso (tracce 4 e 7)
- Chris Reifert – batteria (tracce 1, 5 e 8)
- Sean Reinert – batteria (tracce 2 e 6)
- Bill Andrews – batteria (tracce 3, 4, 7, 9 e 10)